# Емих фон Лайнинген
Емих фон Лайнинген (на немски: Emich von Leiningen; Emicho; † 20 април 1328) от фамилята на графовете на Лайнинген, е епископ на Шпайер от 1314 до 1328 г.

## Биография
Той е син на граф Фридрих IV фон Лайнинген († 1316), бургграф на Гермерсхайм, фогт в Шпайергау, и първата му съпруга Йохана фон Спонхайм-Кройцнах († 1270/1282), дъщеря на граф Симон I фон Спонхайм-Кройцнах († 1264) и Маргарета фон Хаймбах († 1291/1299). Брат е на граф Фридрих V (1277 – 1327). Роднина е на Хайнрих фон Лайнинген († 1272), канцлер на Свещената Римска империя, епископ на Вюрцбург (1254 – 1255) и Шпайер (1245 – 1272).
Емих, заедно с епископа на Айхщет Гебхард III фон Грайзбах, помазва Лудвиг IV Баварски в неговия поход в Италия за крал на Ломбардия. Понеже като привърженик на Лудвиг не издава присъдите на папа Йоан XXII, през 1327 г. е екскомунициран.